# Kurt Böhme (Sänger)

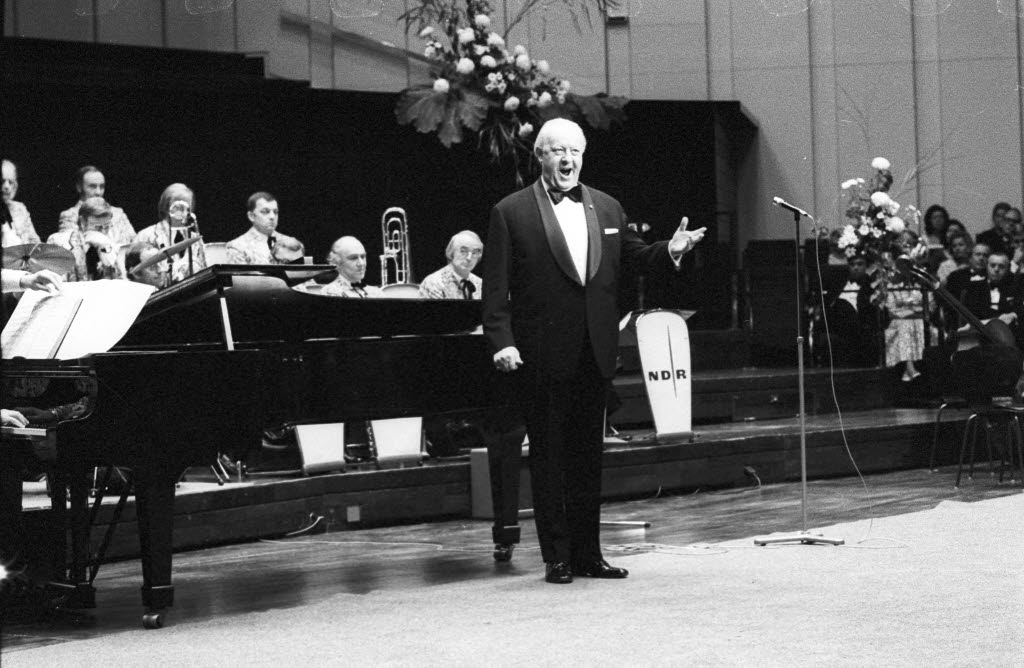
Kurt Böhme bei einem Auftritt im Kieler Schloss (1974)

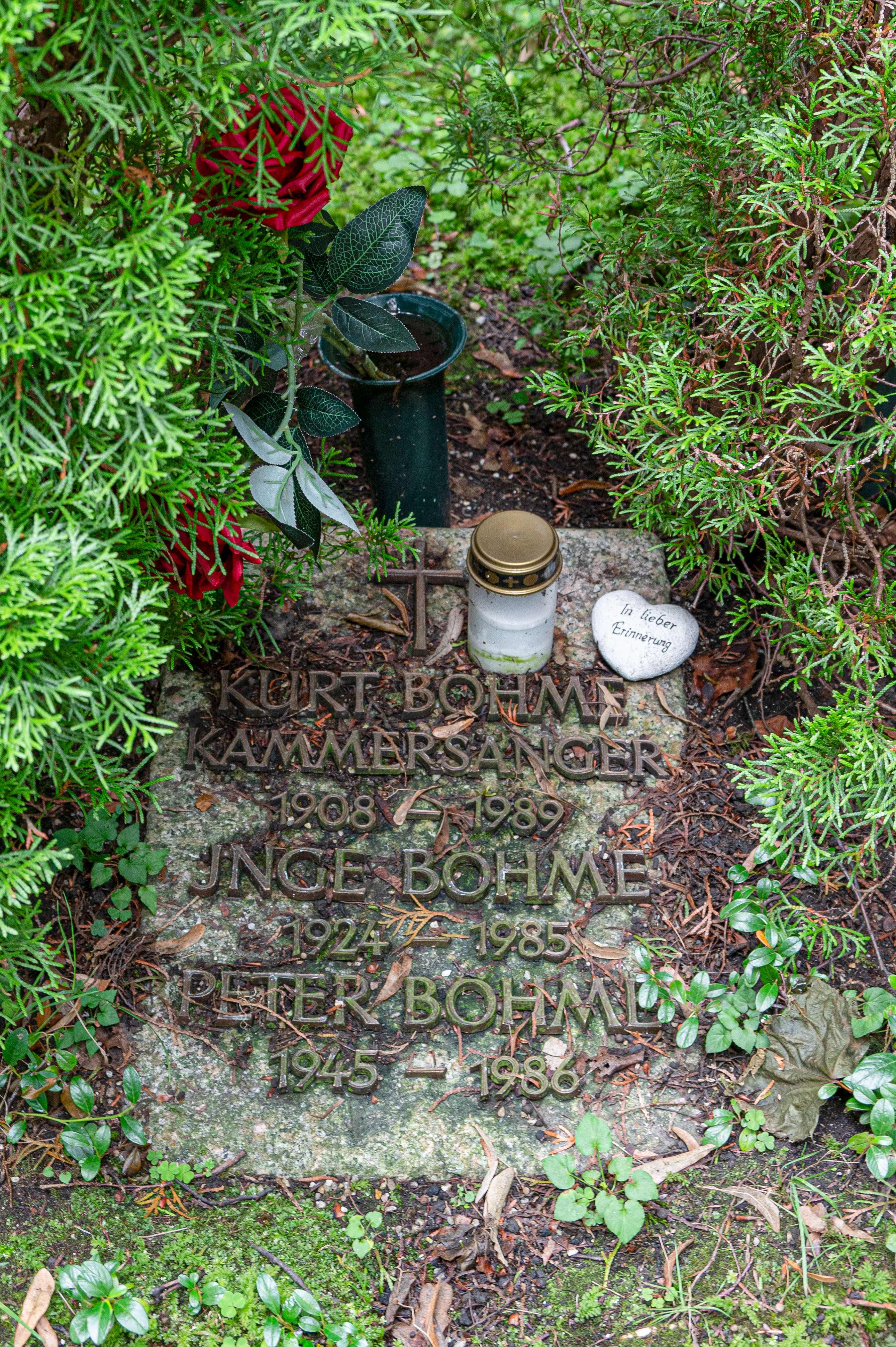
Grab – Kurt Böhme

Kurt Böhme (* 5. Mai 1908 in Dresden; † 20. Dezember 1989 in München) war ein deutscher Opernsänger (Bass).

## Leben
Böhme studierte am Konservatorium Dresden und debütierte 1930 in Bautzen in Carl Maria von Webers Freischütz. Bei seinem ersten Auftreten sang er gleich zwei Rollen – den Bösewicht Kaspar, eine seiner späteren „Paraderollen“, und den Eremiten, wobei ihm im letzten Akt nur drei Minuten zum Umziehen blieben.
Wenige Monate nach seinem Bautzner Debüt verpflichtete ihn die Staatsoper seiner Heimatstadt. Dort begann Böhmes Karriere mit dem Fafner in Wagners Das Rheingold. Von 1930 bis 1950 blieb er Mitglied des Ensembles der berühmten Dresdner Staatsoper, wo er vor allem in Richard-Strauss-Opern große Erfolge hatte. Böhme stand 1944 in der Gottbegnadeten-Liste des Reichsministeriums für Volksaufklärung und Propaganda.
1949 engagierte ihn die Münchner Staatsoper, 1955 die Wiener Staatsoper. Bei den Salzburger und Bayreuther Festspielen wurde er zum Publikumsliebling. In den 1950er und 1960er Jahren war er weltweit, auch wegen seiner schauspielerischen Begabung, sowohl als Bass-Buffo (Baron Ochs) als auch als Bösewicht gefragt (Kaspar 1954 mit Wilhelm Furtwängler, Fafner in Rheingold 1958 und in Siegfried 1964 mit Georg Solti). Regelmäßig gastierte Kurt Böhme in London, Buenos Aires und an der New Yorker Metropolitan Opera. Böhme setzte sich auch für das zeitgenössische Musiktheater ein, insbesondere durch seine Mitwirkung an zahlreichen Uraufführungen, wie Werner Egks Irische Legende (1955), Rolf Liebermanns Schule der Frauen (1957) und Isang Yuns Sim Tjon (1972).
Noch im Alter von über 70 Jahren stand Böhme auf der Bühne. Er sang im Verlauf seiner langen Karriere etwa 120 Rollen – den Ochs verkörperte er dabei mehr als 500-mal, den Kaspar etwa 350-mal.
Kurt Böhme, der mit einer außergewöhnlich breiten Stimme ausgestattet war, hinterließ eine umfangreiche Diskografie, auch wenn er darin von seinem Konkurrenten Gottlob Frick noch zu Lebzeiten übertroffen wurde. Unter anderem wurde er mit dem Bayerischen Verdienstorden ausgezeichnet (7. Dezember 1964).
Ende 1989 starb Kurt Böhme an Herzversagen. Er wurde im Familiengrab auf dem Friedhof in München-Haidhausen, Grabstelle Mauer rechts 15,  beigesetzt.

## Diskografie (Auswahl)
- Der Fliegende Holländer: Daland: Kurt Böhme, Senta: Helene Werth, Erik: Bernd Aldenhoff, Mary: Res Fischer, Steuermann: Helmut Krebs, Holländer: Hans Hotter – Chor und Sinfonieorchester des Norddeutschen Rundfunks – Wilhelm Schüchter – Hamburg 1951
- Die Entführung aus dem Serail: Erika Köth (Konstanze), Lisa Otto (Blonde), Rudolf Schock (Belmonte), Murray Dickie (Pedrillo), Kurt Böhme (Osmin), Hannsgeorg Laubenthal (Bassa Selim), Chor der Wiener Staatsoper, Wiener Philharmoniker, George Szell
- Smetana: Die verkaufte Braut, Barry McDaniel, Cvetka Ahlin, Melitta Muszely, Martti Talvela, Ruth Hesse, Rudolf Schock, Kurt Böhme; Chor und Orchester der Deutschen Oper Berlin, Dirigent: Heinrich Hollreiser
- Peter Cornelius: Der Barbier von Bagdad, mit Rudolf Schock, Anny Schlemm, Kurt Böhme, Dirigent: Joseph Keilberth, Köln 1951
- Der Rosenkavalier: Maria Reining, Kurt Böhme, Sena Jurinac, Alfred Poell, Hilde Güden, Judith Hellwig, László Szemere, Hilde Rössel-Majdan, Harald Pröglhöf, William Wernigk; Dirigent: Hans Knappertsbusch, Wiener Staatsopernchor, Wiener Philharmoniker, Wien 1955